# Daala
Daalaとは、動画圧縮規格の一つで、Xiph.Org FoundationとMozilla Foundationにより共同開発が進められている。Theoraの後継であり、オープンソースの下で開発されるロイヤリティーフリーの動画圧縮規格である。
H.265やVP9といった次世代コーデックを超えることを目標にしている。長年にわたって広く使われている離散コサイン変換（DCT）の使用を避け、重複変換（Lapped transform）を用いるのが特徴で、これにより品質向上と特許リスクの低減を見込んでいる。
2017年にAOMedia Video 1（以下AV1）が開発したことに伴い、AV1はDaalaの仕様を組み込んだため、以降の開発は事実上AV1に統合された。